# خلية تائية سامة للخلايا

يمين :استعراض أنتيجينات (أصفر) يحفز خلية تي خام من نوع CD8+ فتصبح خلية تي قاتلة من نوع CD8+.
يسار: استعراض خلية من الجسم لأنتيجينات (أصفر) يحفز خلية تي خام من نوع CD4+ فتصبح خلية تي مساعدة CD4+.
.TCR : مستقبل خلية تي T cell receptor ؛ ويشترك في العمليتين أحد أنواع معقد التوافق النسيجي الكبير MHC-I أو MHC-II.

خلية تائية سامة للخلايا (بالإنجليزية: Cytotoxic T cell)‏ وتعرف اختصارًا TC هي أحد أنواع الخلايا التائية التي تجري في الدم ، وتتحدد وظيفتها في الغدة الزعترية . وتلعب دورا هاما في جهاز المناعة حيث تقاوم مسببات الأمراض من بكتيريا وفيروسات .
بعد تكوّن الخلية تي في الغدة الزعترية وتتحول إلى خلية تي قاتلة ، تجري مع الدم وتنتقل بين العقد اللمفاوية وأعضاء الجسم . تفحص خلايا الجسم ، وتقوم بقتل ما أصابه فيروس أو ميكروب وتغير حاله منها .
وتجري التفرقة بين خلايا الجسم التي تغيرت بسبب إصابة والخلايا السليمة بواسطة مستقبلات خلية تي وأحد البروتينات 
MHC-I ؛ ويسمى هذا البروتين معقد التوافق النسيجي الكبير . هذا الجزيء MHC-I يوجد على اسطح خلايا الجسم وترتبط به ببتيدات نابعة من داخل الخلية . ومستقبلات الخلية التائية هي موجودة أيضا على أسطح الخلايا التائية . تلك المستقبلات يكون كل منها متخصصا في ربط أنتيجين معين . ولا يمكن للخلية تي التعرف على مستضد غريب عليها . فعند نشأة الخلية تي في الغدة الزعترية تنتج منها عدة أنواع مختلفة يمكن لكل منها التعرف على نوع خاص من المستضدات . وخلال نضج الخلايا تي يتبقى منها ما يستطيع ان يربط نفسه ببتيدات غريبة ولا يربط نفسه بخلايا الجسم . خلال عملية التحول هذه حيث تتحول الخلية تي إلى خلية تي قاتلة في الغدة الزعترية ، يتم انتقاء الخلايا تي التي لا تهاجم خلايا الجسم السليمة وأما الباقين فيموتون موتا مبرمجا ؛ يموت Apoptose نحو 95% من الخلايا تي الغير مناسبة. وبهذا تكون خلايا تي الباقية متوافقة مع خلايا الجسم السليمة ولا تهاجمها.

## طريقة عملها
عندما ترتبط خلية تي قاتلة بجزيء معقد التوافق النسيجي الكبير MHC-I التابع لأحد خلايا الجسم ويتبين أن عليه جسيم غريب (أنتيجين) فتنشط الخلية تي القاتلة وتفرز بيرفورين و غرانزيم ، وكلاهما يعمل على تمويت الخلية الحاملة MHC-I بسبب إصابتها بمستضد. في نفس الوقت تنتج الخلايا تي القاتلة النشطة بروتينات مثل إنترفيرون غاما ( 
Interferon γ ) الذي يحفز الخلايا المجاورة على إنتاج بروتينات MHC-I . 
وهذا يؤدي إلى تزايد تقديم الببتيدات الضارة خارج الخلايا . ففي حالة إصابة خلية مثلا بفيروس تنتج الخلية ببتيدات الفيروس أيضا ، وهذه الببتيدات الغريبة تعرفها الخلايا تي القاتلة المتخصصة في مكافحتها بالذات. بهذا تكون استجابة المناعة على أشدها ضد الجسيم الغريب عن الجسم (مستضد).
أي أن خلايا تي القاتلة لها دور كبير في استجابة مناعة الخلايا ، وتعمل على وقف انتشار المستضدات وعلى الأخص وقف انتشار الفيروسات ، حيث أنها تعمل على مكافحة خلايا الجسم المصابة فيروس والقضاء عليها .وبنفس الطريقة تقريبا يعمل نظام المناعة على مكافحة خلايا ورمية .
يمكن التعرف على الخلايا التائية القاتلة عن طريق البروتين CD8 (كتلة التمايز 8)، الذي يتعامل مع بروتينات المعقد MHC-I . وهو يقوي رابطة مستقبل الخلية تي ، كما أنه منطلق ومنشأ إشارات متعلقة بجهاز المناعة .

## اقرأ أيضا
- خلية بائية
- خلية لمفاوية
- جهاز المناعة
- خلية تي ذاكرة
- خلية بي ذاكرة
- غرانزيم
- بيرفورين